# Samuzabety
Samuzabety es una localidad boliviana perteneciente al municipio de Villa Tunari, ubicado en la Provincia Chapare del Departamento de Cochabamba. En cuanto a distancia, Isinuta se encuentra a 200 km de la ciudad de Cochabamba, la capital departamental, y a 35 km de Villa Tunari. La localidad forma parte de la Ruta Nacional 24 de Bolivia.  
Según el último censo de 2012 realizado por el Instituto Nacional de Estadística de Bolivia (INE), la localidad cuenta con una población de 999 habitantes y está situada a 254 metros sobre el nivel del mar.

## Demografía
| Año  | Población | Fuente                  |
| ---- | --------- | ----------------------- |
| 1992 | 360       | Censo boliviano de 1992 |
| 2001 | 599       | Censo boliviano de 2001 |
| 2012 | 999       | Censo boliviano de 2012 |